# Distrito de Shupiyan
Shupiyan (en hindi; शोपियां ज़िला) es un distrito de la India en el estado de Jammu y Cachemira. Código ISO: IN.JK.SH.
Comprende una superficie de 801 km².
El centro administrativo es la ciudad de Shupiyan.

## Demografía
Según censo 2011 contaba con una población total de 265 960 habitantes, de los cuales 129 658 eran mujeres y 136 302 varones.